# ポロ・ビジャミル
ポロ・ビジャミル（Polo Villaamil 、1979年11月18日-）はスペインのレーシングドライバー。マドリード出身。

## 経歴
カートで活躍後、ビジャミルはスペインのフォーミュラ・ルノーで1997年にチャンピオンを獲得した。  1998年には、フォーミュラ3000にステップアップし、 国際F3000選手権に参戦を開始した。翌1999年も国際F3000に参戦。イタリアF3000選手権にも同年並行して参戦し、どちらの選手権でもF1に参戦した経験を持つコローニ・モータースポーツからの参戦であった。
その後ビジャミルは、ユーロ3000選手権やワールドシリーズ・バイ・ニッサンに参戦して活躍し、2005年には世界ツーリングカー選手権にも参戦している。